# 天堂美女

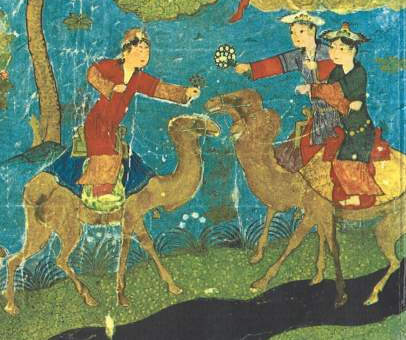
15世纪波斯文献中骑着骆驼的天堂美女

天堂美女是伊斯兰教中虔诚者，尤其是沙希德，进入天堂后真主赐予与之相伴的美女，她们有著美貌，白皙皮肤。《可兰经》中有多处提及，稱之「大眼睛、身體白皙的仙女」。